# フランシスコ・モウラ
フランシスコ・サンパイオ・デ・モウラ（ポルトガル語: Francisco Sampaio de Moura、1999年8月16日 - ）は、ポルトガルのサッカー選手。ポジションはDF。

## クラブ歴
12歳の時にSCブラガの下部組織に加入。2018年10月28日にBチームで選手初出場。
2019年夏にアカデミカ・コインブラに期限付き移籍。12月28日に選手初得点を記録した。
2020-21シーズンからはカルロス・カルヴァリャル新監督の下、ブラガに復帰。9月25日にトップチーム初出場を記録した。11月にはヌーノ・セケイラの前、左ミッドフィールダーとしても起用されたが、同月末の練習中に十字靭帯を負傷しシーズンが終了した。
2022-23シーズンはFCファマリカンにレンタル移籍。シーズン終了後、完全移籍となり、4年契約を結んだ。

## 代表歴
2018年にUEFA U-19欧州選手権2018、第46回トゥーロン国際大会、2019 FIFA U-20ワールドカップに出場している。